# Uyển ngữ
Khinh từ, uyển ngữ hay nói giảm nói tránh là thuật ngữ ngôn ngữ học và văn học dùng để chỉ lối nói tinh tế và tế nhị. Nó là biện pháp tu từ ngược lại với ngoa dụ và, ở phương diện nào đó, khá gần với nhã ngữ.

## Ứng dụng
Được sử dụng nhằm giảm bớt hoặc né tránh hậu quả kích động và xúc phạm người khác của diễn ngôn hay thông báo, khinh từ ứng dụng nhiều trong ngôn ngữ thường nhật và đặc biệt là trong văn học.
Một số ví dụ cho thấy sự ứng dụng khinh từ hiệu quả, chẳng hạn để thông báo sự kiện mất mát lớn như cái chết, người ta có thể sử dụng các từ như "mất", "quy tiên", "từ trần". Trong văn học, cái chết còn có thể được miêu tả hình tượng hóa như "Nửa chừng xuân thoắt gãy cành thiên hương" (Nguyễn Du), "Bác Dương thôi đã thôi rồi / nước mây man mác ngậm ngùi lòng ta" (Nguyễn Khuyến), "Bác đã lên đường theo tổ tiên" (Tố Hữu, chỉ việc Hồ Chí Minh từ trần).